# Clematis bonariensis
Clematis bonariensis là một loài thực vật có hoa trong họ Mao lương. Loài này được Juss. ex DC. mô tả khoa học đầu tiên năm 1817.